# Magyar kőris
A magyar kőris vagy pannon kőris (Fraxinus angustifolia subsp. pannonica) az olajfafélék (Oleaceae) családjába tartozó fafaj, a Dél-Európában honos keskenylevelű kőris (Fraxinus angustifolia) alfaja. 
Egyéb nevei: „feketerügyű”, a „barnarügyű”, illetve a „hegyi” és a „lapályi” kőris. 2006-ban az év fája volt Magyarországon.

## A faj azonosításának története
Először az 1950-es években a hegyesfogú kőrissel (Fraxinus oxycarpa) azonosították. Simon Tibor professzor külföldi tanulmányútja után a növényt külön alfajként írta le, és Soó Rezsővel közösen 1960-ban subsp. pannonica néven a keskenylevelű kőris (Fraxinus angustifolia) rendszertani kategóriájába sorolta. Haracsi Lajos erdészprofesszor 1970-ben megjelentetett tanulmányában szlavón kőrisre (Fraxinus slavonica) keresztelte, és faj rangjára emelte, ezt azonban nem fogadták el. Zdeněk Pouzar cseh gombakutató a magyar kőrisnek – a Duna vízrendszerére korlátozódó elterjedési területe alapján – a Fraxinus angustifolia subsp. danubialis érvényes nevet adta, ekképp a subsp. pannonica alfajnév szinonimmá vált.

## Elterjedése, élőhelye
A törzsfaj a pontuszi flóraterületre jellemző; a magyar alfaj annak elterjedési területétől elszakadva, szigetszerű foltban fordul elő a Dél-Dunántúlon (Praeilliricum flóravidék), valamint a Nagy- és a Kisalföldön (Eupannonicum flóravidék). A Szigetközben a magas kőris helyettesíti.
A Kárpát-medencén túl előretört a Bécsi- és a Morva-medencébe, sőt, Kárpát-Ukrajnába is.

## Leírása

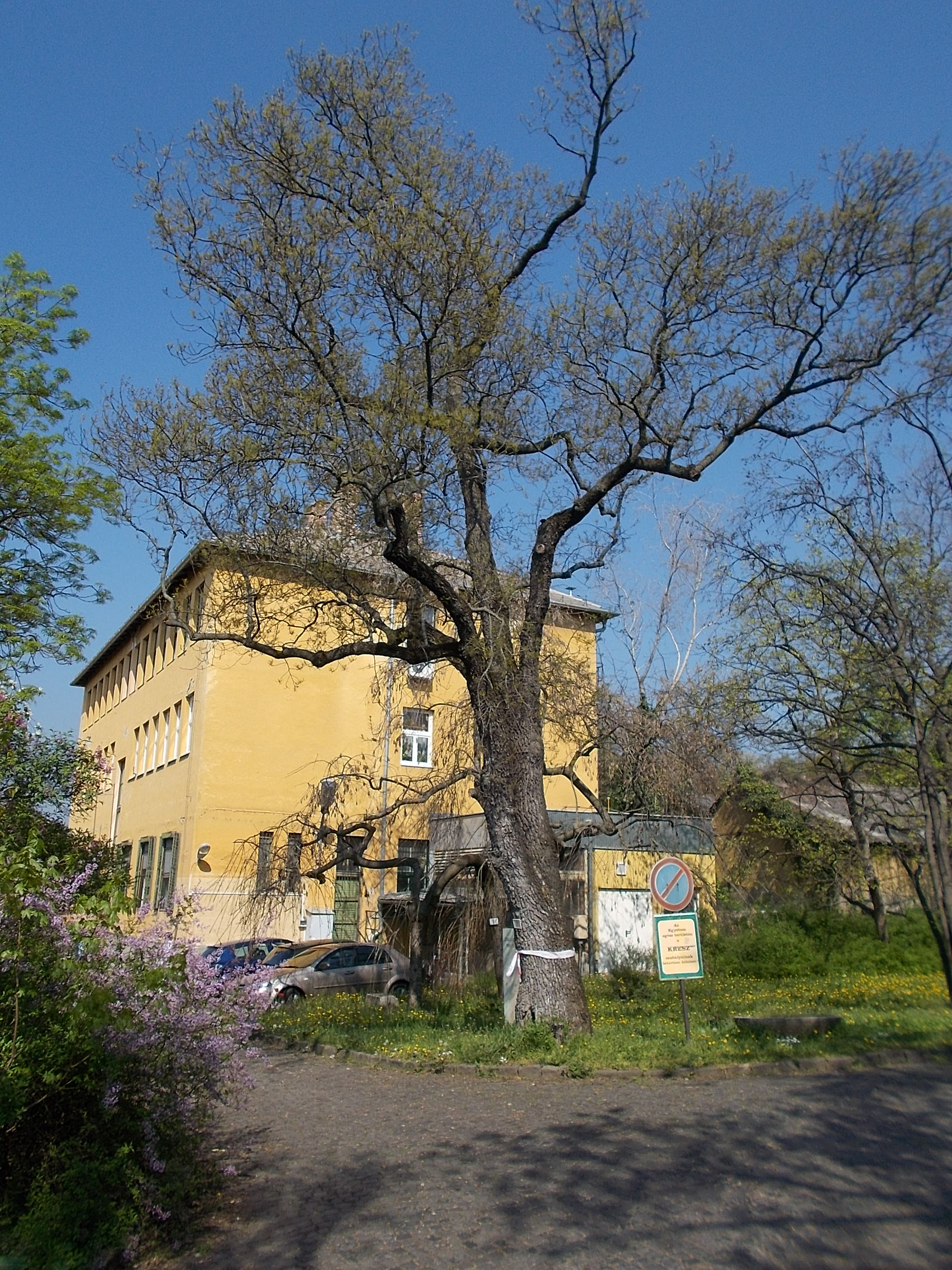
Magyar kőris a Budai Arborétumban

A hazai keményfaligetek jellemző elegyfája. 35 méter magasra is megnőhet, törzsének kerülete elérheti a hat és fél métert. Kérge a magas kőrisnél hamarabb (25-30 éves korban) elveszti simaságát, és a barnásszürke héjkéreg nemcsak hosszant, hanem keresztirányban is sűrűn repedezik. Vesszői sötét- vagy olajzöld színűek, fénylők, a paraszemölcsök kerekdedek, a levélripacsok keskenyek.
Rügye vöröslő sötétbarna–rókavörös, virágzata egyszerű fürt. Tizenöt-huszonöt centiméter hosszú, hét-tizenegy lándzsás, kihegyezett levélkéből álló összetett leveleiben a levélkék ékvállúak, a szélük elálló fűrészfogú. A levelek fonákja kopasz. Ősszel lombja sárgára vagy ibolyásvörösre színeződik.
Lependék termésének csúcsa kerekded.

## Életmódja
Síkvidéki fafaj. Jelentős szerepet játszik a síkvidéki égerlápokban, a tölgy-kőris-szil ligeterdőkben és a gyertyános tölgyesekben; a kőrises égerláp növénytársulás névadó fafaja.
A szennyezett levegőt jól tűri; ilyen vidékeken erdősávok, védőerdők telepítésére is alkalmas.

## Felhasználása
Fája csontfehér színű, kiváló minősége miatt a fát „szívós kőrisnek” is nevezik.
Anyagának rugalmassága miatt régebben az íjkészítés fontos alapanyaga volt. A második világháború idején a magyar kőrisből légcsavarokat is gyártottak repülőgépekhez. Napjainkban sportszerek gyártására, furnér és rétegelt lemezek készítésére használják, emellett hordókat is készítenek belőle. Jó minőségű, nagy fűtőértékű tűzifa.
Fája épp oly értékes, mint a magas kőrisé.